# 北野日奈子
北野日奈子（日语：／ Kitano Hinako */?，1996年7月17日—）是日本女藝人，為女子偶像團體乃木坂46前成員，北海道小樽市出身，所屬經紀公司為am。曾為潮流雜誌《Zipper》專屬模特兒。2013年以乃木坂46二期生身分出道。2022年4月30日自乃木坂46畢業。

## 經歷
高中1年級時，北野獲一名本身是白石麻衣支持者的朋友鼓勵參與乃木坂46二期生的徵選。雖然被母親反對，但朋友仍在北野不知情的情況之下替她應徵，而她收到第一次審查合格通知時，她父母叫她將乃木坂46二期生的徵選視作社會科參觀對待，於是她漫無目的地參與徵選。她在徵選時與寺田蘭世屬於同一組。
2013年3月28日，北野通過乃木坂46二期生徵選。在其後的四個月間，一邊兼顧高中學業，一邊參與訓練課程。在參與課程期間，她在舞蹈方面的表現不佳，並與同期的佐佐木琴子爭奪二期生中舞蹈最差成員的位置。5月4日，於赤坂ACT劇場舉行的舞台劇《16人的主角deux》東京公演中首次亮相。7月2日，以研究生身份在乃木坂46官方博客發表其首篇文章。8月14日，在幕張展覽館舉行的《Girls' Rule》全國握手會中，首次在粉絲面前演唱歌曲。
2014年1月27日，北野在乃木坂46的第8張單曲《察覺時已是單戀》中首次擠身選拔，並同時獲升格為正式成員。同時，開通了個人的乃木坂46官方博客。但由於其他研究生的歌唱和舞蹈表現均比北野為佳，她覺得自己在舞台上有一種痛苦的感覺。
2015年3月，從高中畢業。7月20日，與齋藤飛鳥和齊藤優里成為ANNA SUI2015年秋冬亞洲圈形象模特兒，這是自杏9年以來，再次由日本人擔任。12月17日，獲潮流雜誌《Zipper》起用為專屬模特兒，並在12月22日開始在該雜誌的「Hina Collection」中亮相
2016年4月9日，與衛藤美彩和寺田蘭世共同成為日本女子棒球代表隊的官方支持者。5月9日，在川後陽菜的「私底下與雪糕最為契合的女人」中獲得第3名。6月6日，北野在乃木坂46的第15張單曲《赤腳Summer》中，事隔兩年後重返選拔。
2017年1月7日，與生田繪梨花、堀未央奈、齋藤千春、中元日芽香在乃木神社一起舉行成人式。8月開始，北野因身體不適缺席部份乃木坂46的活動。11月16日，官方宣布北野因專心治療而暫停乃木坂46的活動。同日，北野亦在部落格上表示暫停活動，但其部落格仍有更新。
2018年3月24日，北野時隔4個月後在《乃木坂46 4th Anniversary 乃木坂46時間TV》中再次在公開場合亮相，並表示將逐步在乃木坂46的活動中復出。其後北野參演收錄在乃木坂46第20首單曲《同步巧合》的歌曲《星探》的音樂錄影帶，她亦有參與於4月22日舉行的生駒里奈畢業演唱會。北野在7月6日至8日在明治神宮棒球場和秩父宮橄欖球場舉行的《6th YEAR BIRTHDAY LIVE》以及第21首單曲《以自我為中心！》時正式復出。她在公演中表示自第21首單曲起，她將逐步做回她可以做的事情。12月27日，發行個人第一本寫真集《空氣的顏色》（空気の色），遠赴瑞典拍攝，首週銷量為3.2萬本，並連續三週取得Oricon公信榜書籍週榜寫真集部門第一位。累計發行達7.5萬本。同年的書籍年榜寫真集部門則以5.7萬的銷量取得第6位。
2019年4月15日，北野以乃木坂46第23張單曲《Sing Out!》時隔4作回歸選拔並首次獲選為福神。
2021年4月29日，開設個人Instagram帳號。8月16日，北野以乃木坂46第28張單曲《被你罵了》時隔3作回歸選拔。
2022年1月31日，在乃木坂46官網內的個人部落格中宣布將於四月底畢業，同時將不參與第29張單曲標題曲和Under曲的製作。2月8日，發行個人第二本寫真集《希望的方向》（希望の方角），於鹿兒島種子島、那須和東京拍攝，以3.3萬銷量取得Oricon公信榜書籍週榜寫真集部門及綜合部門第一位。3月23日發行的乃木坂46第29張單曲《Actually…》，其中包含了北野的第一首獨唱曲《不會忘記的話就好了》（忘れないといいな）。3月24日，於PIA Arena MM舉行畢業演唱會。4月24日，最後一次出演《乃木坂工事中》，並在節目中表示畢業後將繼續進行演藝活動。4月30日，參加乃木坂46第29張單曲《Actually…》的線上個別見面會，和進行最後的SHOWROOM直播，正式從乃木坂46畢業。5月20日，於個人Instagram上宣布成為經紀公司「am」的旗下藝人。5月31日，北野位於乃木坂46官方網站內的個人部落格正式關閉。8月10日，宣布出演將於9月1日播出的由漫畫改編的電視劇《少年的深淵》，為北野從乃木坂46畢業後首次出演電視劇，也是首次擔任電視劇主演。10月1日，開設個人Twitter帳號。10月17日，開設個人YouTube頻道。

## 人物
北野的暱稱是kii醬（きいちゃん）和Kinako（きなこ），其魅力點為其毛茸茸的眉毛以及容易與人親近。她的長處在於與任何人都能結交為朋友，而短處則在於記憶力不佳。北野有一個比她年長4歲的哥哥和一個比她年輕2歲的妹妹，她亦有飼養一隻名為的雌性犬。她將來的夢想是給全家一個純白色的家。
北野被稱為乃木坂46的破壞王，她亦是五星組和鹽味雪糕組的成員。
在乃木坂46與北野友好的1期生是中元日芽香，而她最信任的乃木坂46成員為衛藤美彩。她也視另一乃木坂46成員齋藤飛鳥為其妹妹。
北野喜歡的乃木坂46歌曲包括《沉默的結他》、《察覺時已是單戀》、《浪漫的開始》和《離別時，更喜歡你》。她亦喜歡《察覺時已是單戀》、《浪漫的開始》、《成為大人的捷徑》、《無法獻給你的花》和《赤腳Summer》的音樂錄影帶。

## 音樂作品
- 標註「★」符號者表示該首歌曲有拍攝MV。

### 單曲
乃木坂46
|      | 發行日期       | 單曲名稱              | 參與歌曲名稱              | MV | 備註                       |
| ---- | -------------- | --------------------- | ------------------------- | -- | -------------------------- |
| 8th  | 2014年4月2日   | 察覺時已是單戀        | 察覺時已是單戀            | ★  | 選拔 出道作品              |
| 8th  | 2014年4月2日   | 察覺時已是單戀        | 浪漫的開始                | ★  |                            |
| 8th  | 2014年4月2日   | 察覺時已是單戀        | 呼吸的方法                |    |                            |
| 9th  | 2014年7月9日   | 夏天的Free&Easy       | 在這裡的理由              | ★  |                            |
| 10th | 2014年10月8日  | 第幾次的藍天？        | 那一天 我隨口說了一個謊言 | ★  |                            |
| 10th | 2014年10月8日  | 第幾次的藍天？        | 我起來                    | ★  |                            |
| 11th | 2015年3月18日  | 生命如此美好          | 也許你沒有遇上我會更好吧  | ★  |                            |
| 12th | 2015年7月22日  | 太陽敲敲門            | 離別時，更喜歡你          | ★  | 選拔                       |
| 13th | 2015年10月28日 | 此刻，想說話的對象    | 嫉妒的權利                | ★  |                            |
| 13th | 2015年10月28日 | 此刻，想說話的對象    | 成為大人的捷徑            | ★  | 五星組                     |
| 14th | 2016年3月23日  | 當春紫苑盛開時        | 不等號                    | ★  |                            |
| 15th | 2016年7月27日  | 赤腳Summer            | 赤腳Summer                | ★  | 選拔                       |
| 15th | 2016年7月27日  | 赤腳Summer            | 專屬光芒                  |    |                            |
| 16th | 2016年11月9日  | 再見的意義            | 再見的意義                | ★  | 選拔                       |
| 16th | 2016年11月9日  | 再見的意義            | 孤獨的藍天                |    |                            |
| 16th | 2016年11月9日  | 再見的意義            | 無法獻給你的花            | ★  | 五星組                     |
| 17th | 2017年3月22日  | 大影響家              | 大影響家                  | ★  | 選拔                       |
| 18th | 2017年8月9日   | 蜃景                  | Under                     | ★  | 與中元日芽香共同擔任Center |
| 18th | 2017年8月9日   | 蜃景                  | 現場之神                  | ★  |                            |
| 19th | 2017年10月11日 | 及時行事              | 及時行事                  | ★  | 選拔                       |
| 20th | 2018年4月25日  | 同步巧合              | 星探                      | ★  |                            |
| 21st | 2018年8月8日   | 以自我為中心！        | 三角空地                  | ★  |                            |
| 22nd | 2018年11月14日 | 想繞遠路回家          | 日常                      | ★  | Center                     |
| 22nd | 2018年11月14日 | 想繞遠路回家          | 不成眠的商隊              | ★  |                            |
| 23rd | 2019年5月29日  | Sing Out!             | Sing Out!                 | ★  | 十四福神                   |
| 23rd | 2019年5月29日  | Sing Out!             | Am I Loving               |    |                            |
| 24th | 2019年9月4日   | 黎明來臨前無須逞強    | 黎明來臨前無須逞強        | ★  | 選拔                       |
| 24th | 2019年9月4日   | 黎明來臨前無須逞強    | 你，認識我嗎？            |    |                            |
| 24th | 2019年9月4日   | 黎明來臨前無須逞強    | 我的信念                  |    |                            |
| 25th | 2020年3月25日  | 幸福的保護色          | 幸福的保護色              | ★  | 選拔                       |
| 25th | 2020年3月25日  | 幸福的保護色          | Anastasia                 | ★  |                            |
| 26th | 2021年1月27日  | 我會喜歡上自己的      | 不值一提的KISS            | ★  |                            |
| 26th | 2021年1月27日  | 我會喜歡上自己的      | 有明天的理由              |    |                            |
| 27th | 2021年6月9日   | 對不起Fingers crossed | 生鏽的羅盤                | ★  |                            |
| 28th | 2021年9月22日  | 被你罵了              | 被你罵了                  | ★  | 選拔                       |
| 28th | 2021年9月22日  | 被你罵了              | 熟悉的陌生人              |    |                            |
| 29th | 2022年3月23日  | Actually…             | 不會忘記的話就好了        | ★  | 畢業獨唱曲                 |

1. ↑  站位依據官方MV及演唱會正式呈現為參考依據
2. ↑  僅參與MV拍攝

其他
| 發行日期                                    | 單曲名稱       | 參與歌曲名稱    | MV | 備註         |
| ------------------------------------------- | -------------- | --------------- | -- | ------------ |
| 2017年3月15日                               | Shoot Sign     | 你最愛的 是誰？ | ★  | 坂道AKB      |
| 2020年6月17日（日本） 2020年6月24日（海外） | 世界中的鄰居啊 | —               | ★  | 下載限定歌曲 |
| 2020年7月24日                               | Route 246      | —               | ★  | 下載限定歌曲 |

### 專輯
乃木坂46
|        | 發行日期       | 專輯名稱         | 參與歌曲名稱    | 備註   |
| ------ | -------------- | ---------------- | --------------- | ------ |
| 01st   | 2015年1月7日   | 透明色           | 自由的彼方      |        |
| 02nd   | 2016年5月25日  | 屬於我們的位子   | 刨冰的單戀      |        |
| 03rd   | 2017年5月24日  | 最初的夢想       | 跳傘            |        |
| 03rd   | 2017年5月24日  | 最初的夢想       | 指定溫度        |        |
| 03rd   | 2017年5月24日  | 最初的夢想       | 棉屑            |        |
| 04th   | 2019年4月17日  | 直到此刻化成回憶 | 古岡左拉        |        |
| 精選輯 | 2021年12月15日 | Time flies       | 最後的Tight Hug | 主打曲 |
| 精選輯 | 2021年12月15日 | Time flies       | 緩綻之花        |        |
| 精選輯 | 2021年12月15日 | Time flies       | Hard to say     |        |

## 演出

### 電視劇
- 初森BEMARS（2015年7月11日－9月26日，東京電視台）：飾演 長鰭鮪（ビントロ）[84]
- 步向大人的警鐘（日语：オトナヘノベル） 第69集10代電視劇「我不會放棄」（2016年11月17日，NHK教育頻道）：飾演 女高中生 A子（主演）[85][86][87]
- 乃木坂電影院～STORY of 46～ 第5話「結道」（2020年1月22日，FOD（日语：フジテレビオンデマンド）／2020年2月19日，富士電視台）：飾演 工藤沙希（單篇主演）[88][89]
- 少年的深淵（2022年9月2日－10月21日，每日放送）：飾演 青江凪（女主角）[90]
- 警視廳考察一課（2022年10月17日－12月26日，東京電視台）：飾演 北野美奈子[91]
- 稍微有點紛爭的話我很樂意奉陪！（2023年1月16日－3月19日，朝日放送電視台）：飾演 桃井亞里沙[92]
- 先乾杯再說吧？（2023年3月2日－23日，東京電視台）：飾演 白石若菜[93]
- 護理師婚活（2024年1月12日－3月1日，東京電視台）[94]
- 廣播幽靈 ～超級嚇人的靈異巴士之旅～（2024年11月17日、29日，Streaming+・PIA LIVE STREAM）：飾演 あやか[95]
  - 廣播幽靈 ～超級嚇人的靈異巴士之旅～ 導演剪輯版（2025年2月16日，WOWOW）：飾演 あやか[96]

### 綜藝節目
- 乃木坂46英語（2015年6月28日－2017年5月28日，TBS一號頻道）- 常規主持[注 5][98]

### 其他電視節目
- 發掘！寶物拱廊〈黃金LOVE!展〉（発掘!お宝ガレリア「黄金LOVE!展」；2016年5月5日，NHK綜合頻道）[99]
- 趣味之時！ 明日使える! お弁当大百科（2017年3月6日－27日，NHK教育頻道）[100]

### 舞台劇
- 女子落語（2015年6月22日、25日－28日，東京AiiA劇場（日语：アイアシアタートーキョー））：飾演波浪浮亭木胡桃[101]
- 女子落語貳〜跳躍時空蕎麥麵〜（2016年5月17日－18日、20日－22日，東京AiiA劇場）：飾演 波浪浮亭木胡桃[102]
- 薙刀社青春日記（2017年5月20日－30日，東京：EX THEATER ROPPONGI／6月2日－5日，大阪：森之宮Piloti Hall／6月9日一11日，名古屋：愛知縣藝術劇場）：飾演 的林鶇[103]
- 蒲田行進曲完結編 銀ちゃんが逝く（2022年7月8日－18日，紀伊國屋Hall）：飾演 小夏[104]
- ダリとガラ（2023年3月2日－12日，東京：座·高圓寺／3月24日－26日，大阪：ABC Hall）：飾演 ガラ[105]
- 晩餐（2023年10月－12月）：飾演 山科舞子（女主角）[106][注 6]
- 春醒（2025年5月21日－6月15日，OFF・OFF劇場）[108]

### 廣告
- 秋冬亞洲圈形象模特兒（2015年，ANNA SUI）[109]
- SUUMO屋子探索（SUUMOで部屋探荘；2016年3月31日－，SUUMO）[110]

### 網絡節目
- 喜歡棒球！收集！日本武士（野球大好き! 集まれ! 侍ジャパン，2014年12月24日－2016年9月17日，樂天SHOWTIME）[111]

### 活動
- TOKYO IDOL FESTIVAL 2016（2016年8月5日－7日）- 御台場青海周邊地區，Zipper舞台SPINNS時裝秀和脫口秀[112]
- Tokyo Girls Collection 2016 AUTUMN／WINTER（2016年9月3日，埼玉超級體育館）[113]
- Girls Award
  - GirlsAward 2016 AUTUMN／WINTER（2016年10月8日，國立代代木競技場第一體育館）[114]
  - GirlsAward 2017 SPRING／SUMMER（2017年5月3日，國立代代木競技場第一體育館）[115]
  - GirlsAward 2017 AUTUMN／WINTER（2017年9月16日，幕張展覽館）[116]
  - GirlsAward 2019 AUTUMN／WINTER（2019年9月28日，幕張展覽館）[117]
- MOSHI MOSHI NIPPON FESTIVAL 2016 in TOKYO（2016年11月26日，東京體育館）[118]
- EXIA Presents KANSAI COLLECTION 2022 AUTUMN ＆ WINTER（2022年8月4日，京瓷巨蛋大阪）[119]
- 札幌Collection 
  - Kuu Presents SAPPORO COLLECTION 2022 SPRING／SUMMER（2022年5月29日，札幌會議中心）[120]
  - SAPPORO COLLECTION 2022 AUTUMN／WINTER（2022年10月29日，北海道立綜合體育中心）[121]
  - SAPPORO COLLECTION 2023 SPRING／SUMMER（2023年5月7日，札幌會議中心）[122]

## 書籍

### 寫真集
- 季刊 乃木坂 vol.1 早春（2014年3月5日，東京新聞通信社）[8]
- 空氣的顏色（空気の色；2018年12月27日，幻冬舍）[123][124]
- 希望的方向（希望の方角；2022年2月8日，白夜書房）[52][125]

### 雜誌連載
- Zipper（日语：Zipper）（2015年12月17日－2017年12月22日，祥傳社）- 專屬模特兒[126]
  - Hina Collection（2015年12月22日－2017年12月22日）[21]

### 專欄連載
- Kii醬的G1推薦（2024年4月6日－，日刊體育）[127]

### 數碼寫真集
- ordinary（2023年12月25日發行）[128]

### 日曆
- 北野日奈子 2024.4-2025.3 日曆（2024年2月9日，わくわく製作所）
- 北野日奈子 2025.4-2026.3 日曆（2025年2月22日，わくわく製作所）[129]

## 外部連結
- 北野日奈子官方網站（日語）
- 北野日奈子的X（前Twitter）（2022年10月1日－）（日語）
- 北野日奈子的Instagram帳戶（2021年4月29日－）（日語）
- YouTube上的きたのひなこ【北野日奈子 公式】頻道（日語）

乃木坂46時期
- 乃木坂46個人介紹頁（日語）
- 北野日奈子 官方部落格 - 乃木坂46官方網站（2014年1月27日－2022年5月31日）（日語）
- 北野日奈子 官方755（日語）
- 北野 日奈子（乃木坂46）的SHOWROOM專頁（页面存档备份，存于）（日語）（日語）
- 北野日奈子1st写真集【公式】的X（前Twitter）（2018年11月8日－）（日語）
- 乃木坂46北野日奈子2nd写真集【公式】的X（前Twitter）（2021年12月12日－）（日語）